# João Marcos (calciatore 1953)
João Marcos Bueno da Silva, detto João Marcos (Botucatu, 1º giugno 1953 – Botucatu, 2 aprile 2020), è stato un calciatore brasiliano, di ruolo portiere.

## Biografia
In seguito al ritiro dal mondo del calcio soffrì di alcolismo, tanto da dover essere ricoverato in un centro di recupero a Mogi das Cruzes nel 2010.

## Carriera

### Club
Debuttò a ventuno anni con il Guarani, giocandovi tre partite nel 1974; continuò poi la sua carriera nel natio stato di San Paolo, fino a giungere al Noroeste nel 1978. Qui si rese protagonista di un buon campionato, la massima divisione 1978, giocata da titolare fisso. Il piccolo club paulista risultò eliminato alla terza fase, ma João Marcos ottenne il trasferimento al Palmeiras. Debuttò con la nuova maglia il 7 marzo 1981 contro lo Sport. Con il Palmeiras partecipò a due tornei, il 1981 e il 1983, facendosi notare per la sua bravura. Nel 1984 passò al Grêmio di Porto Alegre, per la prima volta lasciando lo Stato d'origine, e vi giocò il Taça de Ouro 1984, l'ultimo in prima divisione. Si ritirò poi nel 1990.

### Nazionale
Nel 1983 ottenne la convocazione per la Copa América. Tuttavia, non fu mai impiegato. Disputò la sua unica partita il 21 giugno 1984 all'Estádio Couto Pereira contro l'Uruguay.